# Danvikens hospital
Danvikens hospital är ett före detta sjukhus och ålderdomshem som ligger vid Danviken i Nacka kommun. Området på 1,26 hektar mark överfördes från Stockholms kommun till Nacka kommun 1984. Hospitalet är sedan den 16 februari 2016 förklarat för byggnadsminne av Länsstyrelsen i Stockholms län.
Danvikens hospital tillkom på initiativ av Gustav Vasa under 1500-talet. Den ännu bevarade sjukhusbyggnaden uppfördes på 1700-talet och var ritad av arkitekten Göran Josuæ Adelcrantz (1668–1739). Från 1740-talet fick hospitalet börja ta emot sinnessjuka personer. Sjukhuset är flitigt omnämnt i kulturen och på 1700- och 1800-talen användes ordet Danviken synonymt med dårhus. Bland annat skildrar Zacharias Topelius i ett avsnitt av Fältskärns berättelser livet på dårhuset under 1780-talet. Vid slutet av 1800-talet var anläggningen i dåligt skick och verksamheten flyttades så småningom till andra faciliteter.

## Historik

### Flyttning på kungligt initiativ

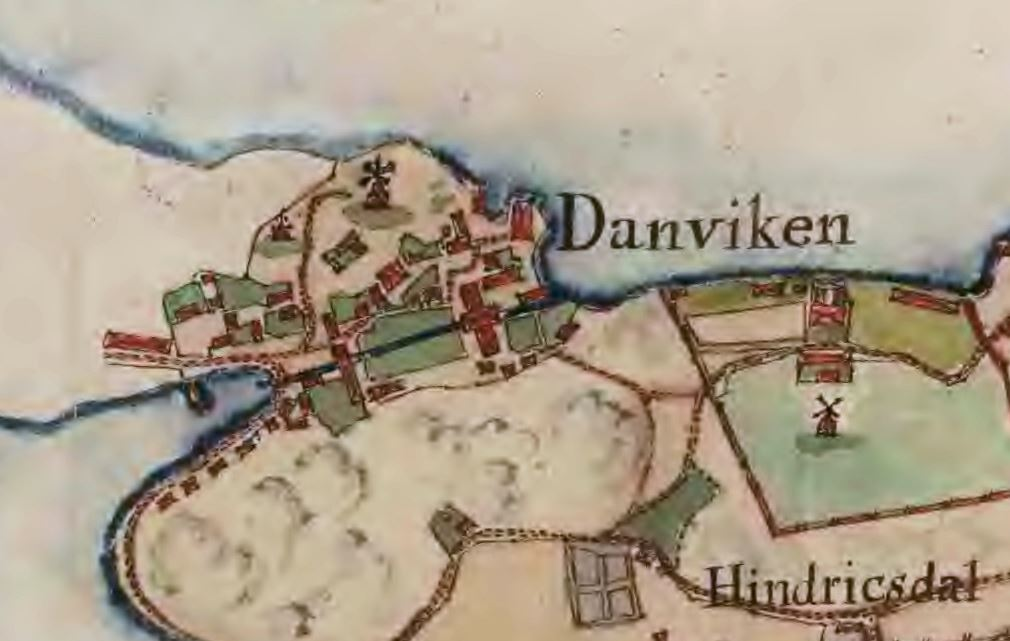
Danvikens hospital med Henriksdals gård, del av Gabriel Bodings karta 1782.

Danvikens hospital tillkom på initiativ av Gustav Vasa. Den 21 februari 1551 skrev han ett brev från Västerås där han beordrade Stockholms borgare att flytta det befintliga Stockholms hospital som var inrymt i det förutvarande Gråbrödaklostret på Gråmunkeholmen, nuvarande Riddarholmen.
I brevet skriver han:

| ” | Det kommer en mäktig ond stank i hela staden av den där spetalen på Gråmunkeholmen, och det vatten, som löper där omkring och som de sjuka vaska sig och sina befläckade kläder i, dras av strömmen omkring slottet och hela staden. Därför vilja vi äntligen med det första ha samma spetal till Danviken, och för den skull ha vi nu låtit försträcka förmyndarna i spetalen 400 mark örtugar till att börja bygget med. Och är vår vilja att dessa förmyndare förmanas att nu i vinter skaffa sig timmer och annan nödtorft och strax på föråret med all flit gripa sig bygget an. | „ |

Borgarna i Stockholm var inte oväntat ovilliga att flytta hospitalet till Danviken. På Hospitalet bodde även så kallade fribröder, det vill säga äldre personer som betalt för att få bo på hospitalet. Det är inte långsökt att anta att de och deras anhöriga såg det som en förvisning att behöva flytta till det avsides belägna Danviken, trots att avståndet till Gamla stan bara är tre kilometer.
Flytten drog ut på tiden och kungen fick skriva flera arga brev till borgarna. Stadens borgare skrev ett brev till kungen i februari 1555 där de förklarar att andra saker måste prioriteras; bland annat håller de norra stadsportarna på att rasa samman. Kungen svarade i ett brev från Vadstena den 7 mars. Han beskyllde borgarna för både snålhet och för att föredra ett okristligt liv i sus och dus.
Det fanns dock oklarheter i hur hospitalets ekonomi skulle bli och för att säkra den så beslöt kungen den 18 mars 1557 att till hospitalet överlämna kronohemmanen Duvnäs, Järla, Hammarby, Skuru och Sickla (inklusive Lilla Sickla) samt vattenkvarnen Danviks kvarn. Det gjorde att hospitalet blev en stor markägare i nuvarande Nacka kommun. Dessutom finansierades hospitalet också med donationer och tullavgifter, bland annat Danvikspenningen. 
Hammarby sjö hade sitt utlopp här i en liten å, kallad Danviks ström (eller Kvarnströmmen), och tack vare fallhöjden mellan den och Saltsjön hade kungen redan 1540 låtit anlägga Danviks kvarn. Kvarnen var mycket lönsam och var i många år en god inkomstkälla åt hospitalet. Den stängde först i slutet av 1890-talet när Saltsjökvarn hade etablerat sin moderna verksamhet alldeles intill.

### Församlingstillhörighet
Danviken hade från 1588 en egen församling som enligt kungligt förordnade från 14 februari 1727 utvidgades så att de boende på Sicklaö samt på egendomen Hammarby tillhörde den då bildade Danviks hospital och Sicklaö församling. Vid avvecklingen av sinnessjukdelen 1861 överfördes församlingsansvaret för dessa till  Stockholms hospital för sinnessjuka församling. Danviks hospital och Sicklaö församling upplöstes 1 maj 1887 då Sicklaö delen uppgick i Nacka församling och Danviksdelen uppgick i Katarina församling.

### 1558–1700

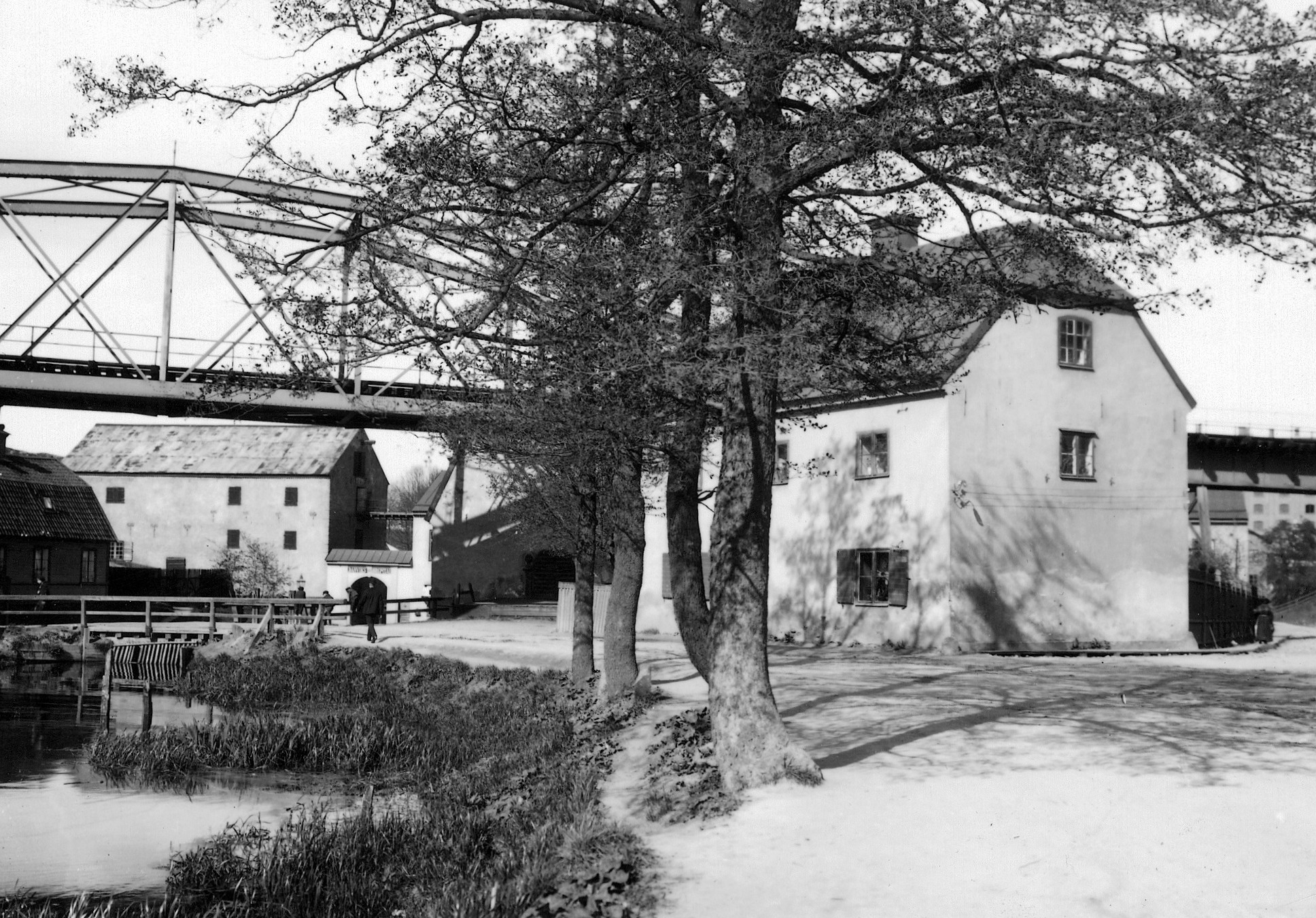
Kvarndammen och Danviks kvarn, i förgrunden Värmdövägen, ovanför husen Saltsjöbanans bro, 1909.

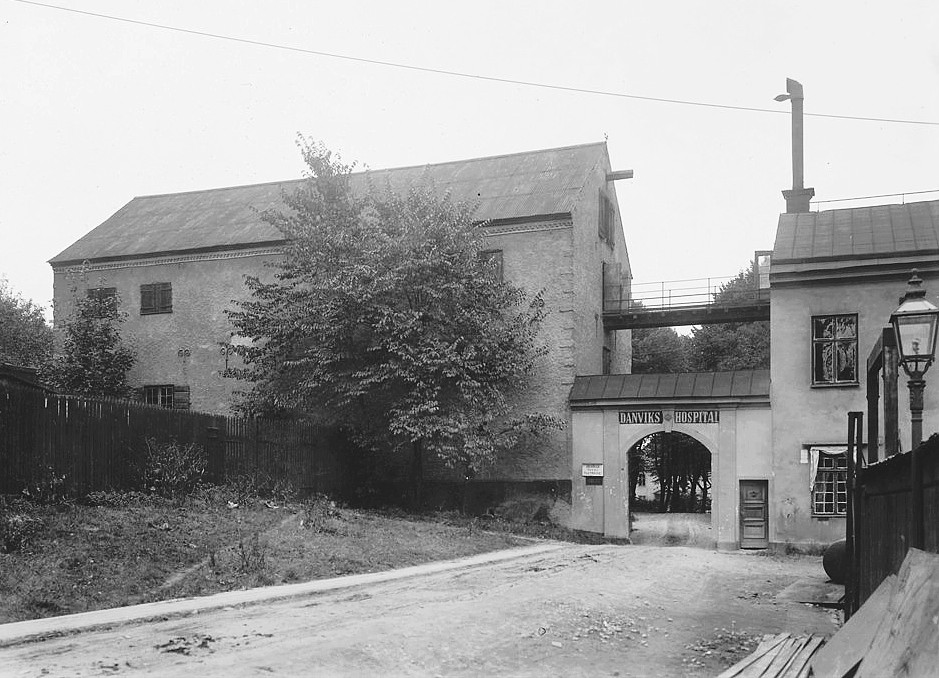
Entré till hospitalsområdet, 1915.

Det dröjde (troligen) till 1558 innan flytten till Danviken skedde. Då hade hospitalsledningen låtit uppföra en liten träkyrka samt två närbelägna hus med sjuksalar. Tanken var att de sjuka skulle kunna ligga i sina sängar och därifrån höra predikningarna och på det sättet bli friska. Från början var sjukhuset främst avsett för spetälska (lepra). Detta var dock aldrig någon vanlig sjukdom i Sverige, så under årens gång fanns det plats även för gamla, fattiga, krigsinvalider, föräldralösa barn, folk som drabbats av könssjukdomar och sinnessjuka.
I "Danviks skrå", som Gustav Vasas reglemente för Danviks hospital benämndes, ingick föreskrifter om en särskild sjukstuga, som i början sköttes av en fältskär och badare, men senare av en riktig läkare med hjälp av en matmor och hjon utsedda av församlingens präst. "Matmodern skall", hette det, "akta på vad var förmår äta, så att de, som mycket sjuka äro, måge något få det dem lyster; och därom skall hon säga sysslomannen till, och det skall henne icke förnekat varda".
Stanken på Danviken blev i längden så svår att mer än en av dess präster inte förmådde att härda ut där. En starkt bidragande orsak torde de spetälska ha varit. För dem föreskrevs i Gustav II Adolfs reglemente för Danviken: "Ingen spetälsk skall fördrista sig med några andra i hospitalet umgänge hava eller att gå i byn eller på marken, utan allenast hålla sig i sin stuga." Behövde de spetälska få något köpt åt sig i staden, skulle pengarna "först i vatten läggas", innan budet tog dem; och vid återkomsten skulle budet lägga det köpta framför den sjuke men fick ingalunda gå in i hans rum.

#### Administration och personal
1568 bodde här omkring 100 sjuka eller hjon som de allmänt kallades. Dessutom bestod personalen av 50 personer, och eftersom självhushållning gällde fanns här ett myller av bodar och hus som krävdes för att det skulle fungera. Även personalen bodde på området. De arbetade som piga, skomakare, dödgrävare, bardskärare, ordningsman, skolmästare, bokhållare, mjölnare och en präst. Allting styrdes av sysslomannen, som var ansvarig för både ekonomin och den dagliga driften.
Föreståndarna för Danviken var ursprungligen två; senare ökades deras antal till tre. De skulle vara "goda och oberyktade män", heter det i Danvikens skrå, och de skulle "göra deras ed däruppå, att de vilja vara hospitalet hulde och trogne". Närmast under sig hade de en syssloman. Därtill skulle utses "en sådan man, som de fattige kär haver, den där ock vill leva och dö med dem i hospitalen, om man en sådan bekomma kan".
Själavården inom Danviken med tillhörande gårdar skulle utövas av "en god och förståndig klerk", som med tiden fick kyrkoherdes titel. Till hans uppgifter hörde att "predika där i kyrkan alla helgedagar och hålla där mässo, så ofta som det behöves. Han skall ock lära och förmana de fattige i sjukestugan åtminstone 2 resor om veckan och alltid förmana dem till Guds bord och till sämjo och kärlek".

### 1700–1899

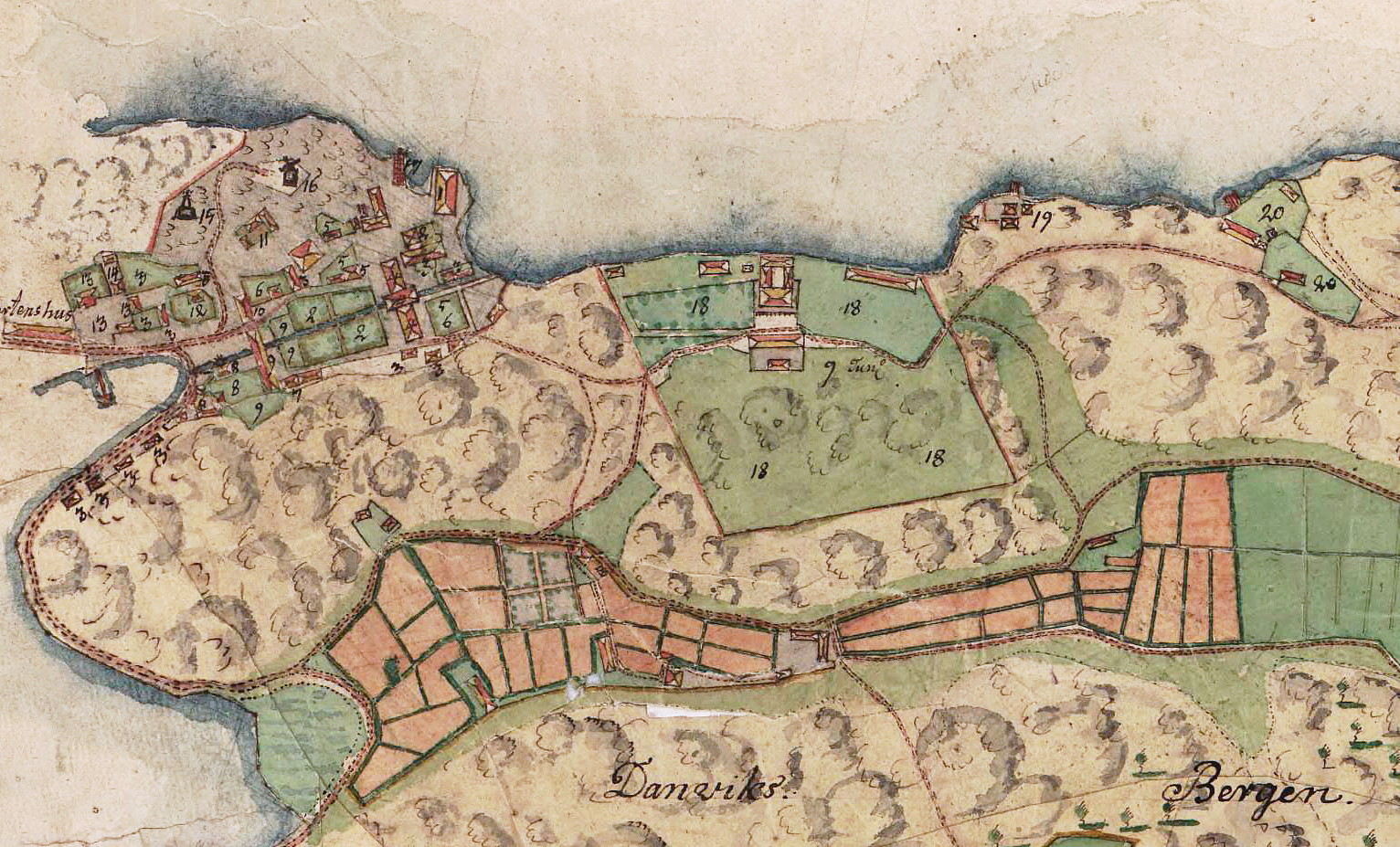
Danviken och Henriksborgsområdet på Gabriel Bodings karta, 1774.

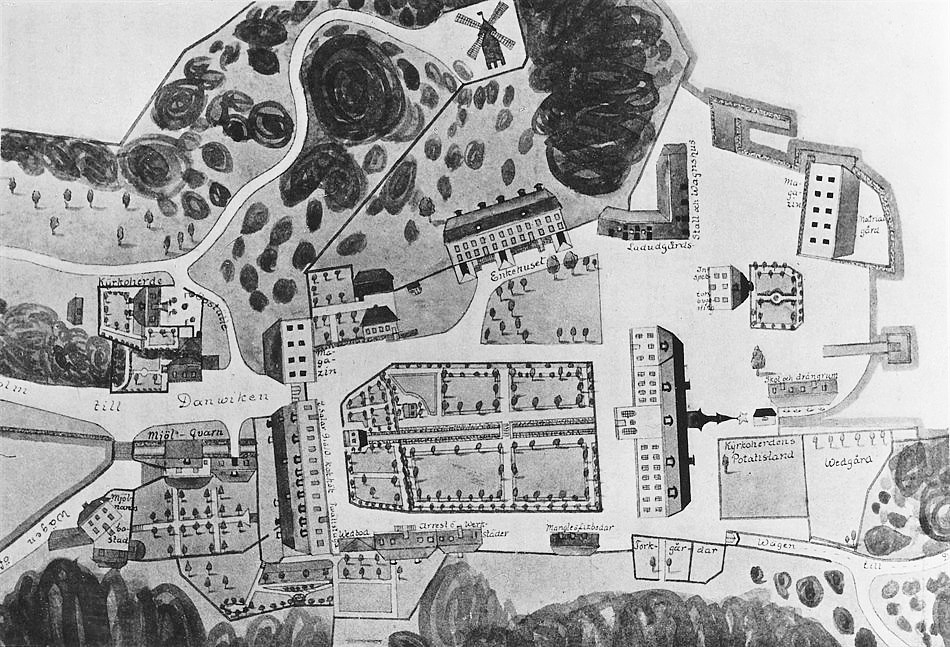
Karta över Danvikens hospital med omgivningar från 1848.

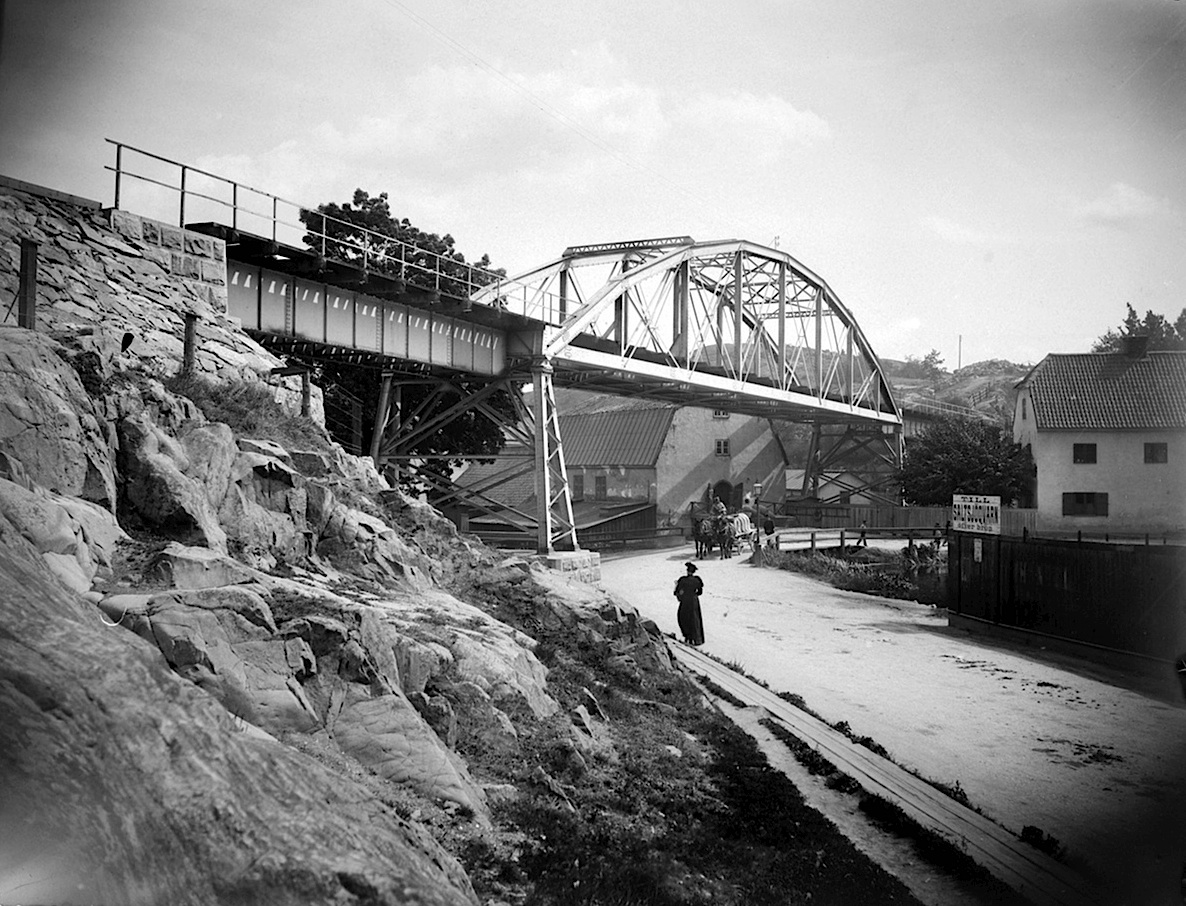
1896, Saltsjöbanans bro samt Värmdövägen vid Danvikens hospital. Ett hästlass med mjöl som troligtvis kommer från Saltsjökvarn. På skylten står det att vägen till den nya kvarnen – Saltsjökvarn – går över bron. Några år senare lades Danviks kvarn ned, efter nästan 350 år.

Åren 1718–1725 byggdes den ännu bevarade sjukhusbyggnaden, ritad av arkitekten Göran Josuæ Adelcrantz. 
I början av 1700-talet blev de som var smittade med syfilis skilda från de övriga och bodde sedan i ett särskilt kurhus, varifrån de veneriskt sjuka år 1814 överflyttades till det då nybyggda kurhuset på Kungsholmen.
Från 1740-talet fick hospitalet börja ta emot sinnessjuka personer som fick bo i ett trähus i backen upp mot Fåfängan. Om detta skriver 1788 läkaren Anders Johan Hagströmer:
"den myckna trängsel, som varit i det gamla dårhuset, och de usliga rummen hava gjort, att skabbsmittan som oftast gått varvet om, då den genom någon nykommen eller eljest inkommit."
Bland de mer kända patienterna fanns Sara Stina Schultz.
Mellan 1755 och 1785 låg också Lilla Barnhuset i anslutning till Danvikens hospital, där föräldralösa barn under sex års ålder omhändertogs tills de kunde överföras till Stora Barnhuset. 

År 1785 fick hospitalet del av en gåva på 5 000 riksdaler som Gustav III skänkte till uslingars räddning och hjälp och det förvärvade den före detta saltsjuderibyggnaden vid Henriksborg strax öster om hospitalet. Byggnaden fick namnet Danviks dårhus och var tänkt att ge plats åt 80 sjuka, men i praktiken var antalet boende dubbelt så många. I mitten av 1800-talet kom bland andra Magnus Huss och Carl Ulrik Sondén (överläkare på Danviken) med kritik över hur verksamheten sköttes. Huss skrev om dårhuset bland annat 
| ” | Danviks dårhus är måhända den ändamålsvidrigaste af alla hufvudstadens barmhertighetsinrättningar; denna inrättning kan kallas en fläck på hufvudstadens kommunalväsen; ja, man kan våga säga, att det är en nesa för menskligheten, att en anstalt för olyckliga medmenniskors vård får finnas sådan som denna är. | „ |

Hospitalets ledning blev inte glad åt kritiken, men hade i sak inget emot att slippa ansvaret för det mycket ålderdomliga och kostsamma dårhuset. År 1855 började staten uppförandet av sinnessjukhuset Konradsberg på Kungsholmen och dit överfördes 101 personer från Danviken i november 1861. Det gamla dårhuset såldes 1863 för 35 100 riksdaler silvermynt. Pengarna gick till inköp av inventarier på Konradsberg. Men Danviken skulle ändå betala 24 000 kronor årligen (från 1871 14 000 kronor) till Konradsberg, en skyldighet som fanns kvar ända till 1952.
Tilläggas kan att på 1700- och 1800-talen användes ordet Danviken synonymt med dårhus, på samma sätt som begreppen Beckomberga eller Långbro i mitten av 1900-talet användes som sinnebilden för en plats för sinnessjuka.
Den 26 januari 1818 invigdes ett invalidhotell, som fick namnet Carolinska Militaire Hospitalet. Det var Stockholms stads borgerskap som hade tagit initiativ till detta som en hyllning till Karl XIV Johan, då nytillträdd som kung. Men redan 1822 upphörde den verksamheten här och de boende flyttades till Invalidkåren på Ulriksdal.
Från 1861 användes Danviken endast till vård av fattiga gamla. Livet som boende här kan antas ha varit mycket eländigt sett till hur det övriga samhället såg ut. Maten var enahanda och usel. Det finns matsedlar från både 1500- och 1800-talen bevarade, och de är likadana förutom att de intagna på 1800-talet har börjat äta potatis. Menyn växlade mellan fyra rätter: soppa, gröt, salt fisk och salt kött. Alla intagna fick lika mycket mat oavsett om personen i fråga var frisk eller döende. Den enformiga maten gjorde att skörbjugg var mycket vanligt i början av 1800-talet. 
De intagna (eller fattighjonen) hade en mängd regler, som de måste följa. Även personalen var hårt hållen. De fick inte lämna området utan tillstånd och något privatliv fanns inte. Hospitalsledningen förutsatte helt enkelt att personalen var i tjänst under all vaken tid. Ända fram till 1910 bodde sköterskorna i samma salar som de boende. Någon pension fanns inte utan personalen arbetade till sin sista dag i livet. Å andra sidan hade de både fri kost och fri bostad.

### Flytt till Finnboda

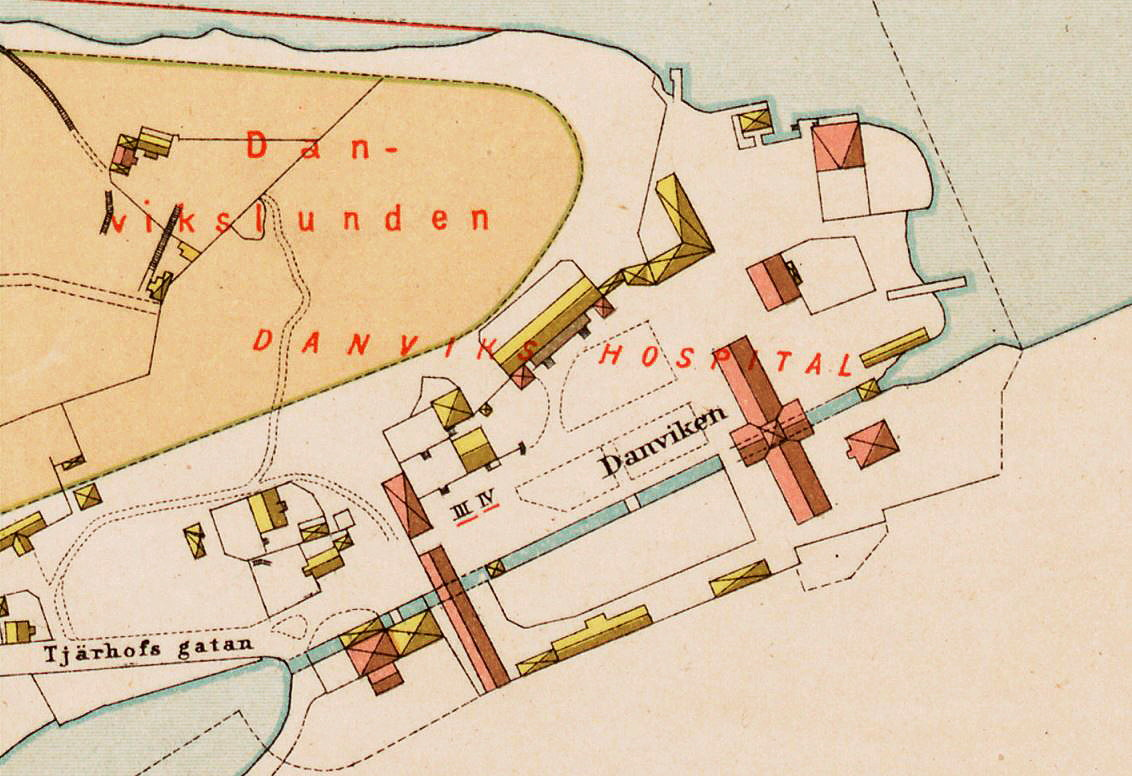
Hospitalsområdet på Alfred Rudolf Lundgrens karta, 1885.

Vid slutet av 1800-talet var anläggningen i dåligt skick. Många byggnader var slitna och underhållet drog stora pengar. Själva huvudbyggnaden var nu 175 år gammal. Under sommaren var stanken från Hammarby sjö påtaglig eftersom fabriker och slakterier i närheten slängde sopor och slakteriavfall rakt ner i vattnet. Det kan därför antas att ledningen såg en utväg när det blev känt att Stockholms stad bestämt sig för att bygga Danvikskanalen.
Den 18 december 1900 skrevs avtalet med Stockholms stad under, med tillträde 1910. Den innebar att hela anläggningen skulle rivas och mycket av marken sättas under vatten, men även att pengar till en ny byggnad skulle frigöras. Hospitalsledningen övervägde flera platser, bland annat i Hammarbyhöjden, kring torpet Blåsut, Ulriksdal och Tomteboda. Men en medlem av direktionen föreslog en tomt på Finnbodaberget på hospitalets egen mark. Förslaget gillades och det tog inte lång tid innan de hade engagerat arkitekten Aron Johansson för att rita en ny byggnad, som uppfördes av Kreuger & Toll Byggnadsaktiebolag 1913–1915.
De gamla flyttades 1915 till den nyuppförda byggnaden kallad Danvikshem. I samband med bygget av Danvikskanalen 1918–1929 revs alla de gamla sjukhusbyggnaderna, med undantag av huvudbyggnaden samt Danviks dårhus som ligger kvar på Västra Finnbodavägen. En stor del av det gamla området täcks nu av vatten. Den gamla huvudbyggnadens kyrksal tömdes på sin inredning under åren kring första världskriget. Byggnaden användes därefter bland annat som verkstadslokal, innan den övergavs i mitten på 1990-talet.
Framför den gamla byggnaden i Hospitalsparken ligger restaurangen Boule & Berså.

### Byggnaden före renoveringen

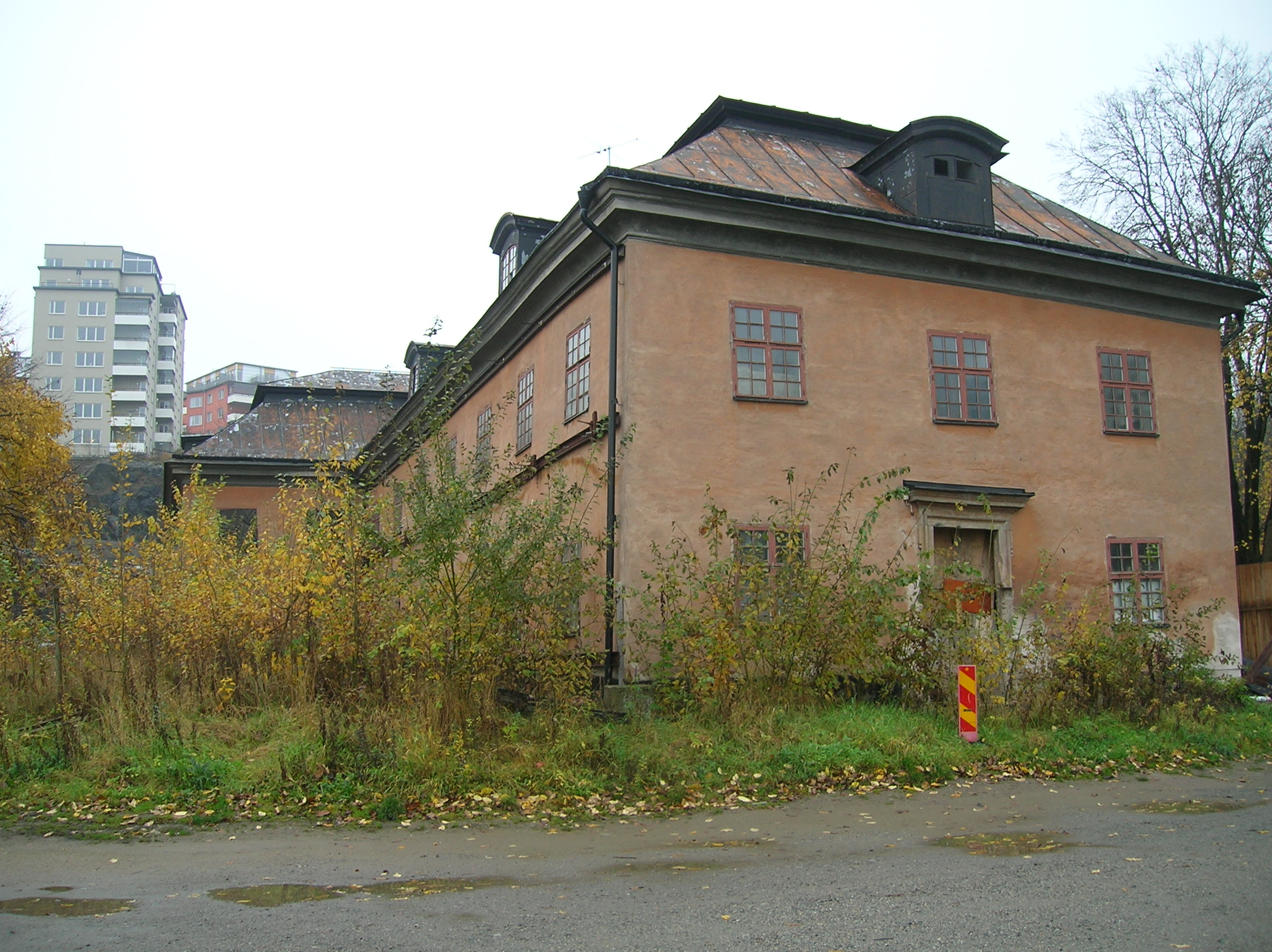
Huvudbyggnadens västra och norra fasad, 2005.
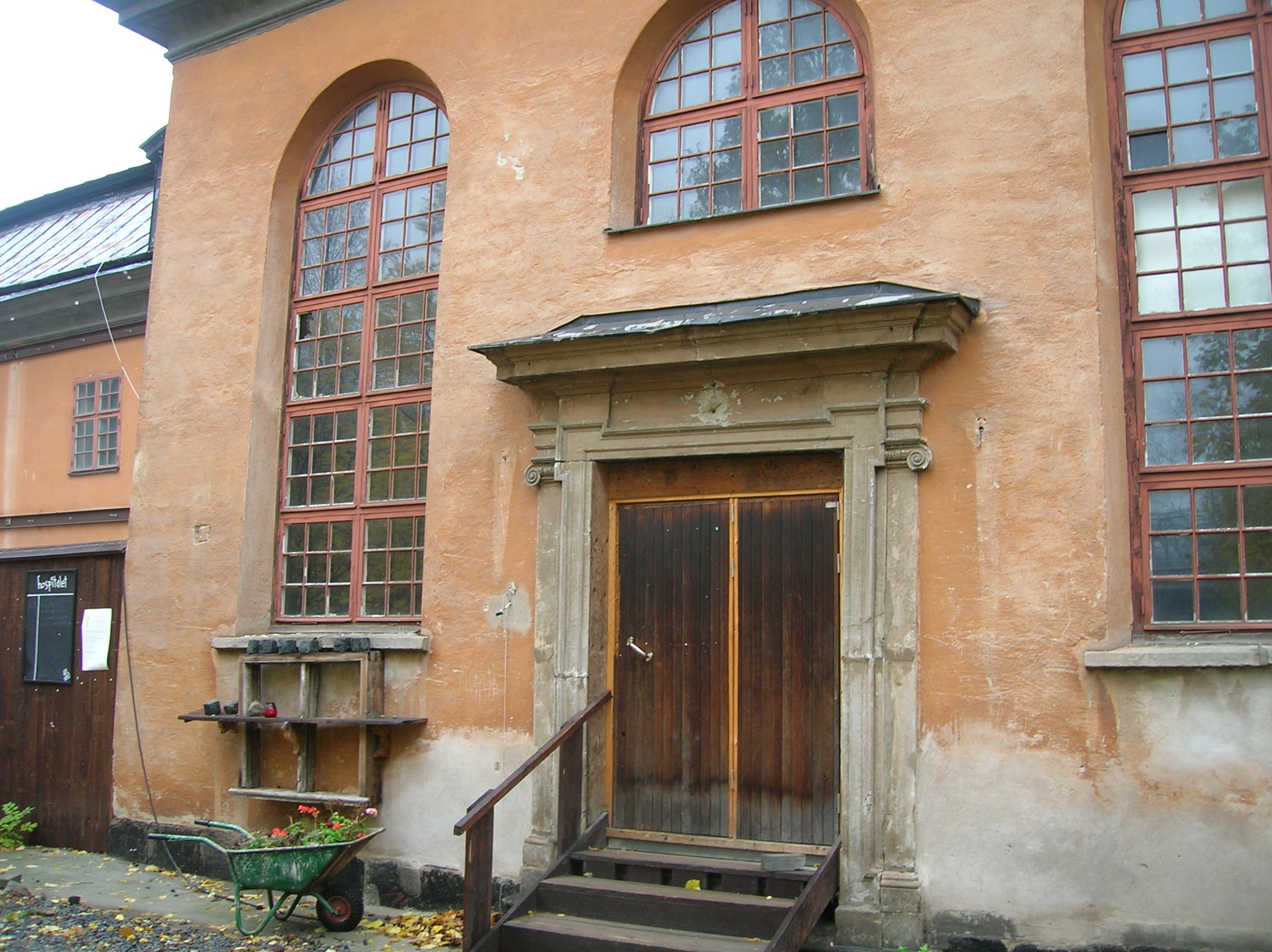
Huvudentrén 2005.
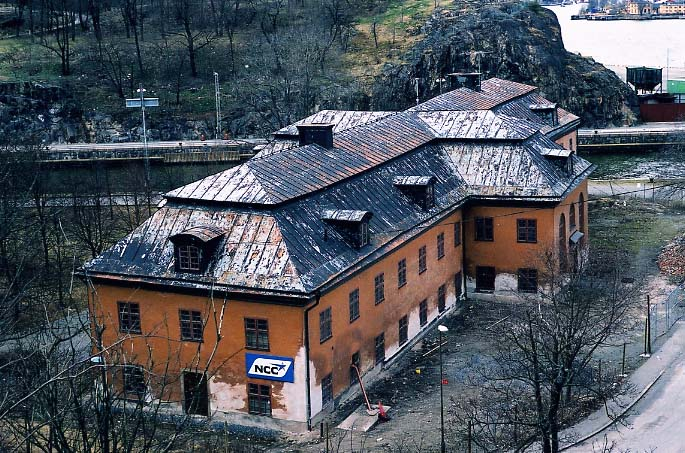
Byggnaden 2001.

## Nuläge
Bygg- och fastighetsbolaget NCC ägde tidigare det gamla hospitalet. Byggnaden gavs en exteriörrenovering under ledning av Nyréns Arkitektkontor. Renoveringen avslutades 2009. För den invändiga renoveringen stod dock den nya ägaren. 
I början av 2020 försattes ägarna av Danvikens hospital, Aspect properties, i konkurs. Fastigheten såldes på exekutiv auktion och köptes av fastighets- och byggkoncernen AB Gullringsbo egendomar. Priset var 70 miljoner kronor.
Gullringsbo Konstsamling och Carl Kostyál Gallery använder Danvikens hospital som utställningslokal för modern konst.

### Byggnaden efter renoveringen 2009

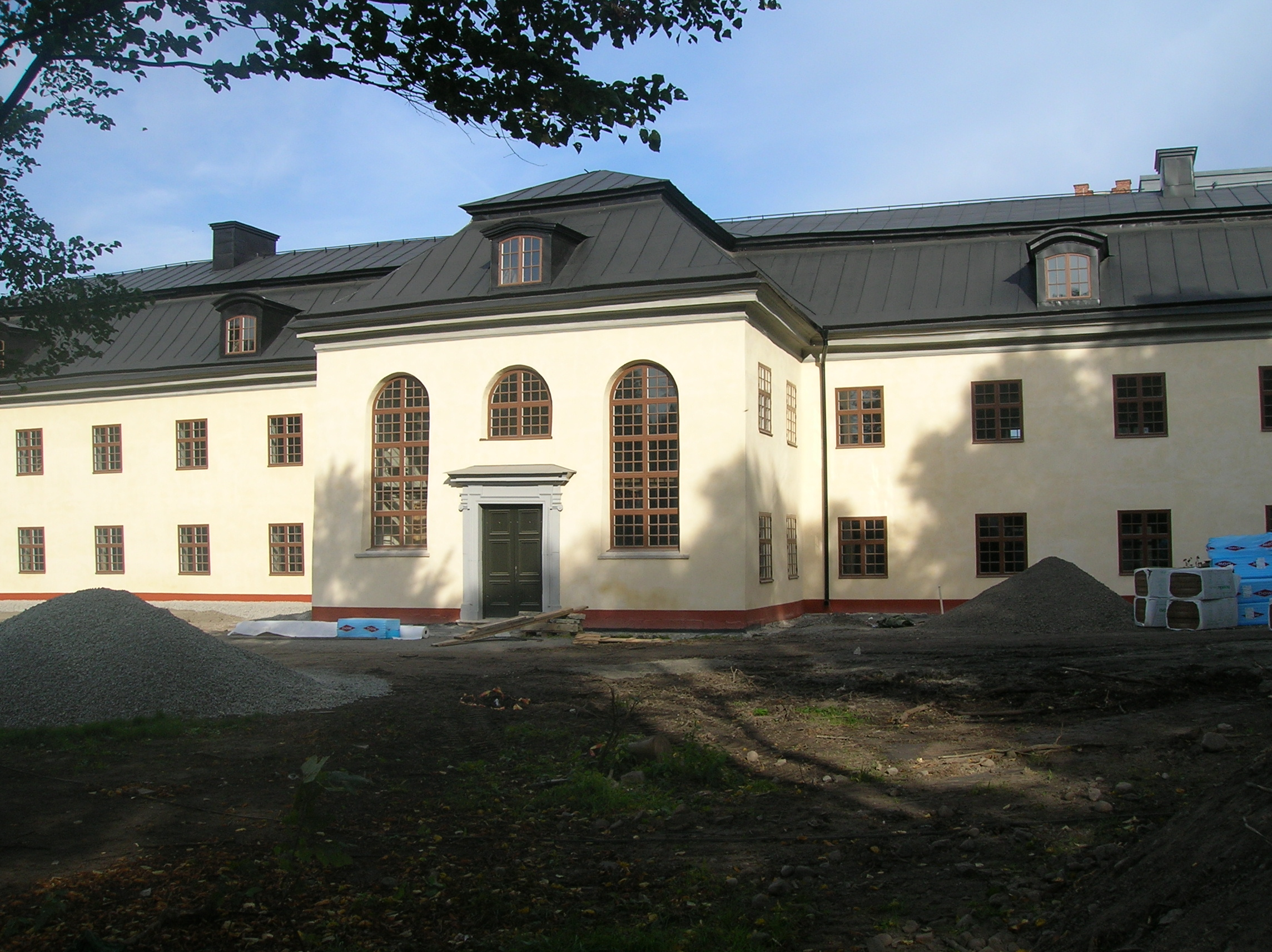
Hospitalets framsida, september 2009.
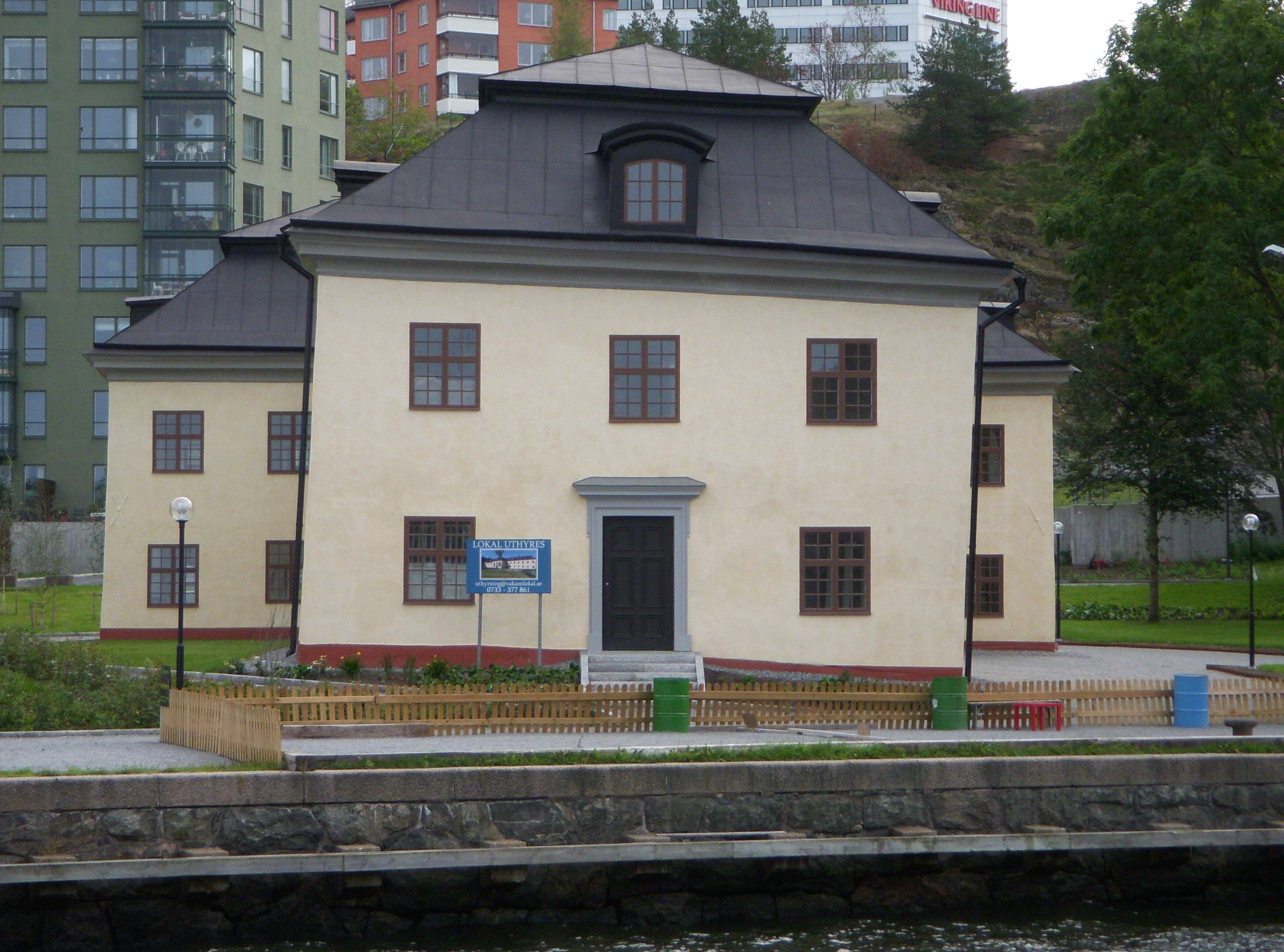
Byggnaden efter renoveringen med kraftig sättning mot syd, fasad mot väst i september 2010.
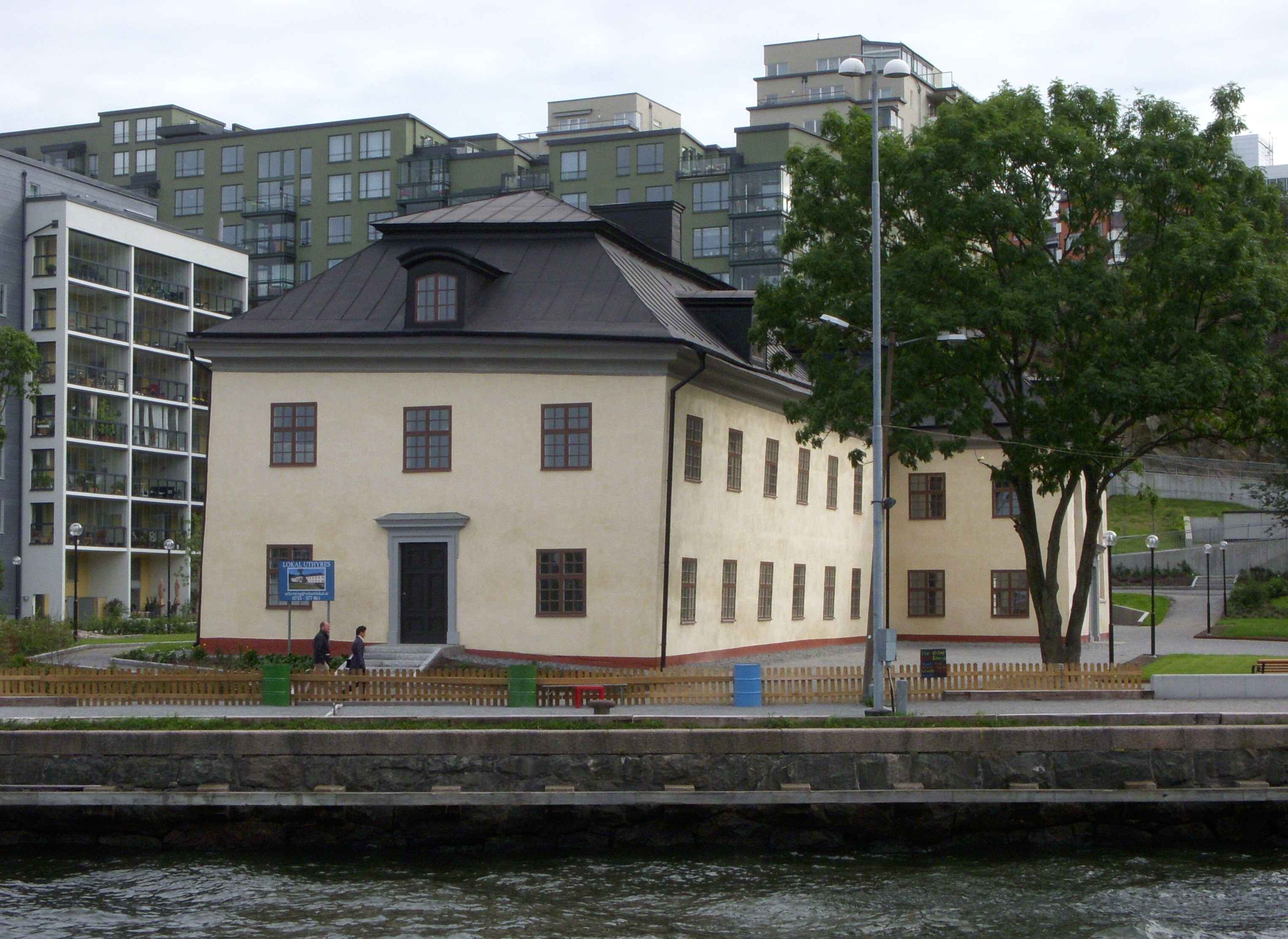
Hospitalets fasader mot väst och syd, 2010.

## Danviken i litteraturen
Flera kända författare har skildrat livet vid Danviken i romaner och noveller. Själva ordet Danviken användes många gånger som synonym till dårhus.
- Zacharias Topelius har i ett avsnitt av Fältskärns berättelser skildrat livet på dårhuset under 1780-talet, en dag när Gustav III kommer på besök. Topelius far arbetade som fattigläkare i Stockholm 1811.[19]
- August Blanche i flera skrifter, bland andra Banditen (1848) och Ivarson skall brinna ur Hyrkuskens berättelser från 1863.[20]
- Clas Livijn i romanen Spader Dame från 1824.[21]
- Carl Jonas Love Almqvist i romanen Amorina från 1839.[22]
- Bengt Lidner i dikten De galne från 1792.[23]
- Johan Henric Kellgren i dikten Jordens skapelse (1790) och Nytt försök till orimmad vers (1783).[24]